# Hoornkoralen
Hoornkoralen of gorgonen is een verzamelnaam voor een aantal families koralen uit de onderklasse Octocorallia. De hoornkoralen vormen geen monofyletische groep, maar worden vaak onder één noemer gebracht vanwege hun vergelijkbare groeivorm en hun skelet bestaande uit de hoornachtige stof gorgonine. Hoewel Gorgonacea niet meer als taxon wordt erkend, worden de namen 'hoornkoralen' en 'gorgonen' in informele zin nog vaak gebruikt. Ze werd oorspronkelijk geclassificeerd als een orde waartoe drie subgroepen behoorden: de Calcaxonia, Holaxonia en Scleraxonia.
Hoornkoralen zijn poliepen met acht gevederde tentakels. Ze komen voor in alle oceanen, van ondiep wateren tot diepzee. De koraalriffen rondom de Caraïbische eilanden bestaan voor een belangrijk deel uit hoornkoralen. De meeste soorten die in ondiepe wateren groeien, leven samen met zoöxanthellen (symbiotische algen). Veel hoornkoralen zijn opvallend gekleurd, vaak rood, paars of geel. Fotosynthetische soorten kunnen gehouden worden in aquaria.

## Kenmerken
De stam is centraal verankerd met een plaat of een bos vertakkingen en bestaat meestal uit een hoornachtige stof (gorgonine). De korte poliepen, die acht tentakels bevatten, zijn verspreid over de takken van de kolonie, maar bevinden zich niet op de hoofdstam. Ze kunnen een hoogte van wel drie meter bereiken. Hun takken vormen vaak grote waaiers, die haaks staan op de stroming van het omringende water. Zij verschaffen soms onderkomen aan sponzen, brokkelsterren, haarsterren en dergelijke.

## Verspreiding en leefgebied
Hoornkoralen komen voor in alle oceanen, maar de meeste soorten leven in de tropische en subtropische wateren rond de Caraïbische eilanden. Ze komen voornamelijk voor in ondiep water, maar sommige soorten leven enkele honderden meters diep. Hoornkoralen zetten zich vast aan harde substraten, zoals rotsen of riffen. Koraalriffen zijn de belangrijke habitats.

## Natuurproducten
Hoornkoralen zijn een uitstekende bron van veel verschillende natuurproducten. Met name de families Briareidae, Gorgoniidae en Plexauridae produceren een veelheid aan verbindingen met interessante biologische of farmacologische eigenschappen, zoals steroïden (waaronder secosteroïden), diterpenen, acetogeninen en sesquiterpenen.

## Taxonomie
De hoornkoralen vormen geen monofyletische groep. In uiterlijk komen ze sterk overeen, maar de soorten zijn niet per definitie verwant. Alle hoornkoralen vallen in het tegenwoordig wel erkende taxon Alcyonacea: de zachte koralen. Tot de Alcyonacea behoren drie onderordes (Calcaxonia, Holaxonia en Scleraxonia) waarvan de families vroeger werden ondergebracht bij Gorgonacea. De namen gorgonen of hoornkoralen zijn in de moderne cladistiek niet meer gebruikelijk, maar worden informeel nog vaak aangehaald.

## Afbeeldingen

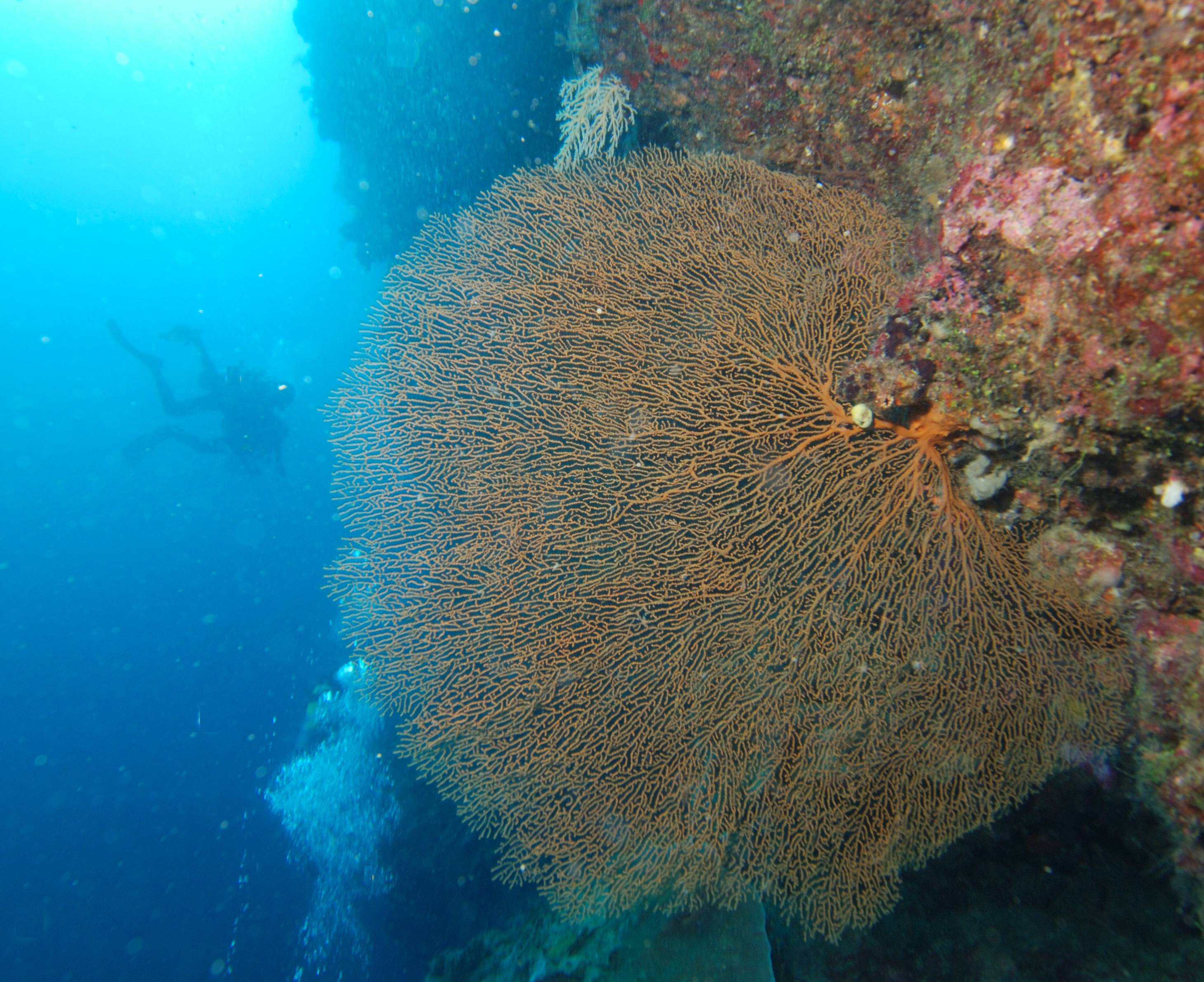
Een hoornkoraal langs steile rifwand (vermoedelijk Gorgonia ventalina)
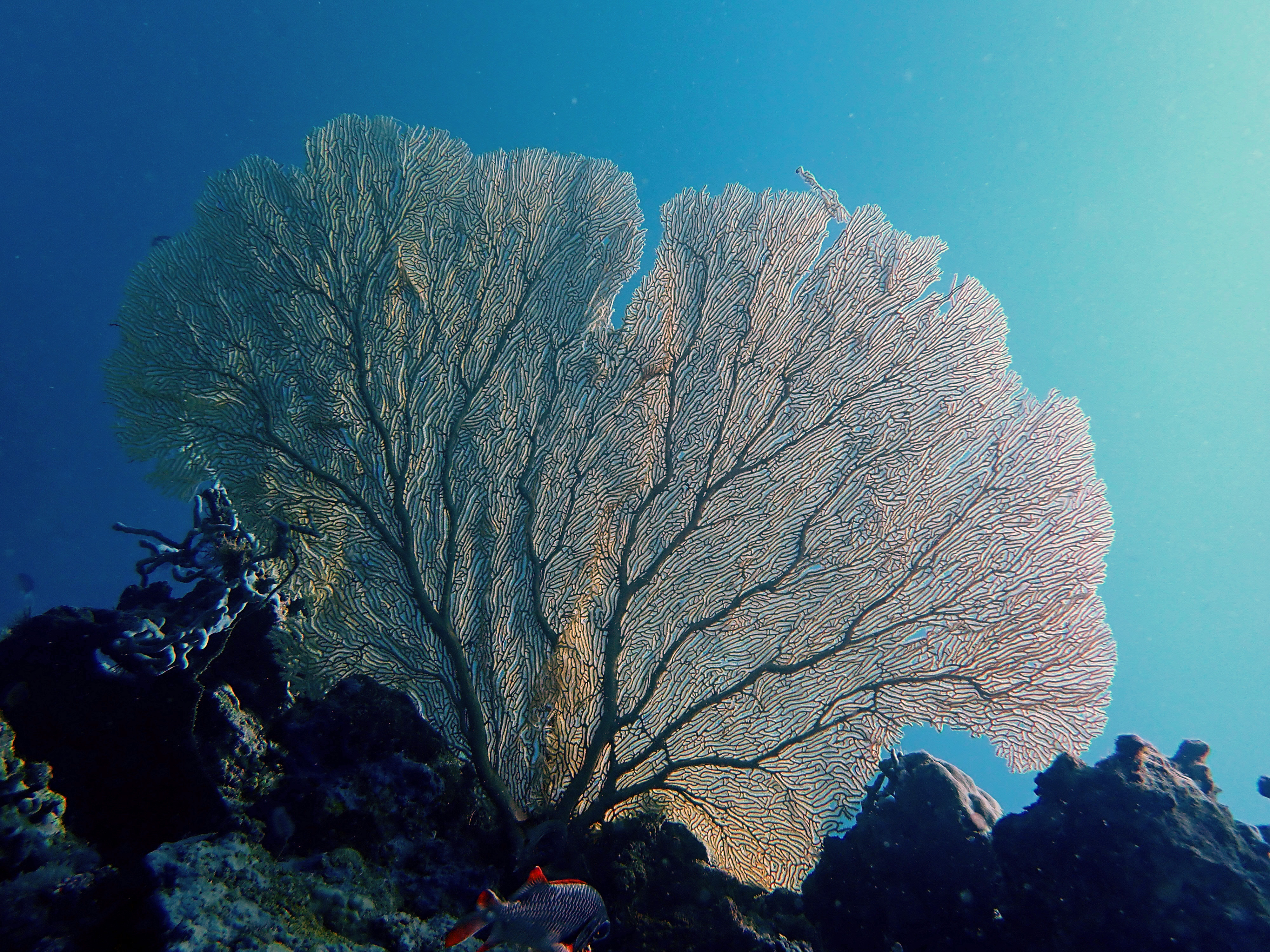
Een reuzenhoornkoraal in de zeeën rond Mayotte (Annella mollis)
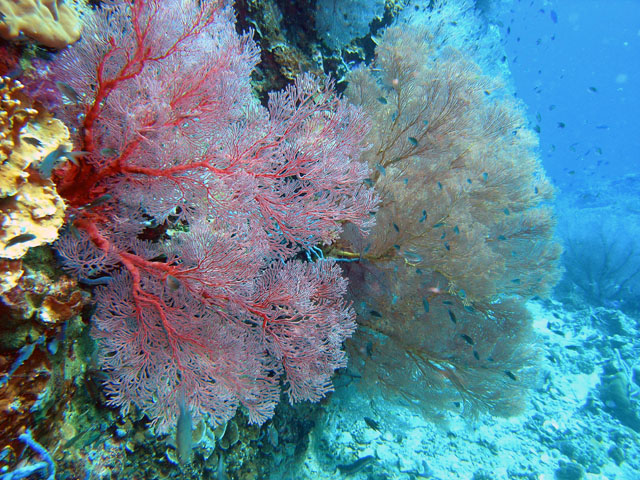
Een rode hoornkoraal uit de onderorde Scleraxonia (Melithaea ochracea)